# .ug
.ug je internetová národní doména nejvyššího řádu pro Ugandu (podle ISO 3166-2:UG).
Registrace se provádí v těchto doménách druhého řádu:
- .co.ug: Komerční využití
- .ac.ug: Vzdělávací instituce
- .sc.ug: Školství
- .go.ug: Parlamentní instituce
- .ne.ug: Provozovatelé sítí
- .or.ug: Nevládní subjekty